# Bergische Diakonie Aprath

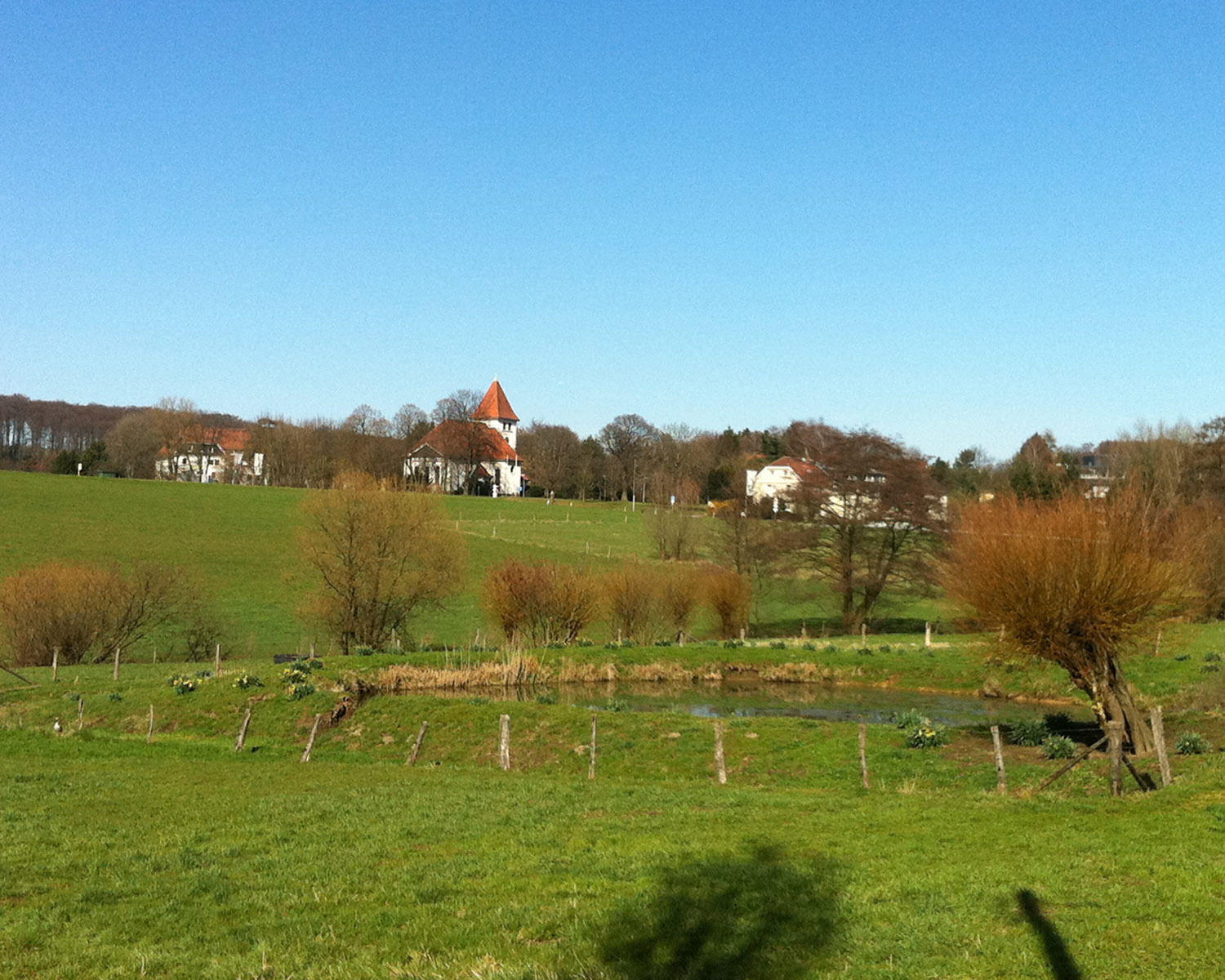
Blick vom Unterdüsseler Weg auf das Gelände der Bergischen Diakonie

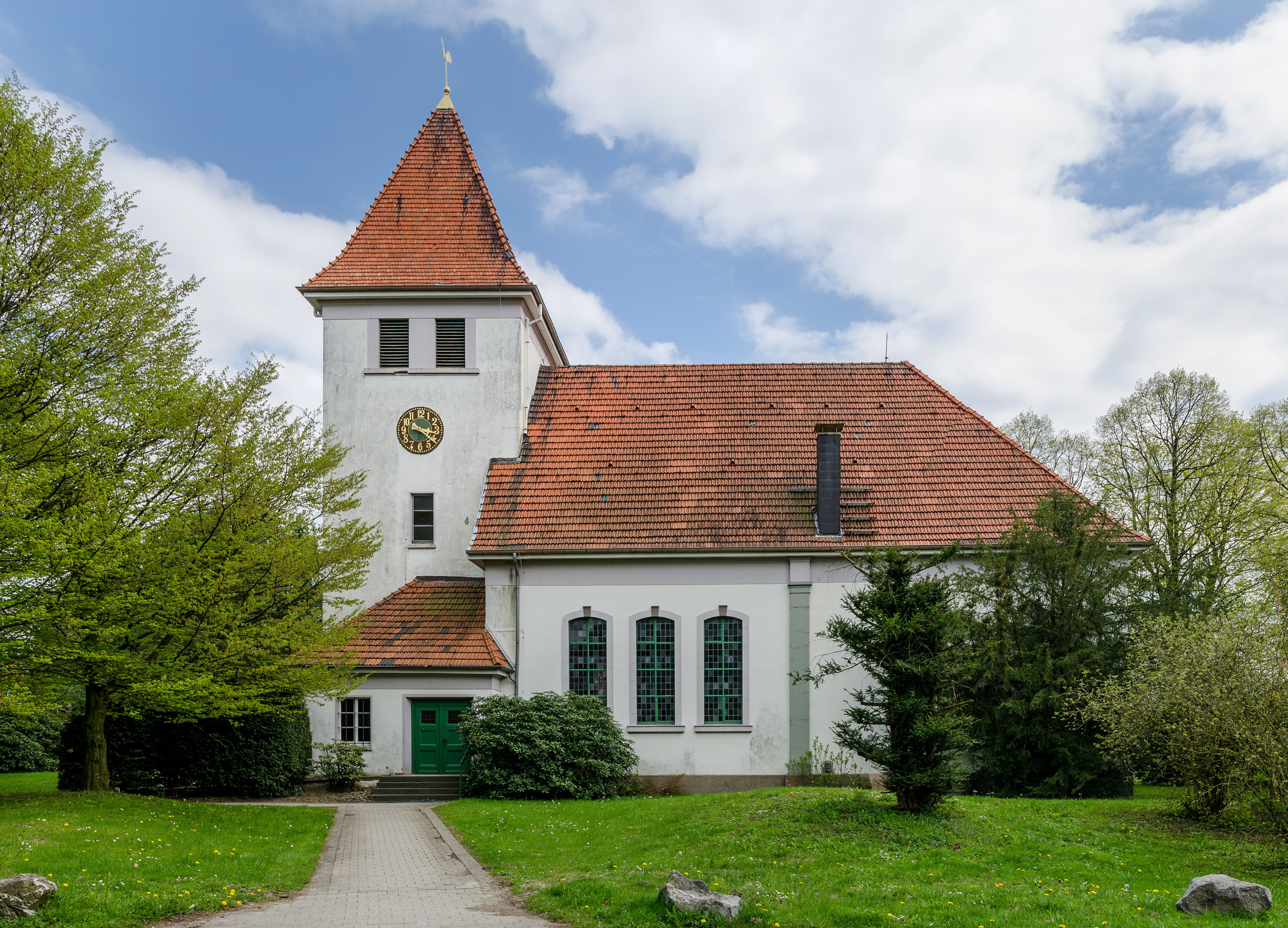
Diakonieeigene Kirche

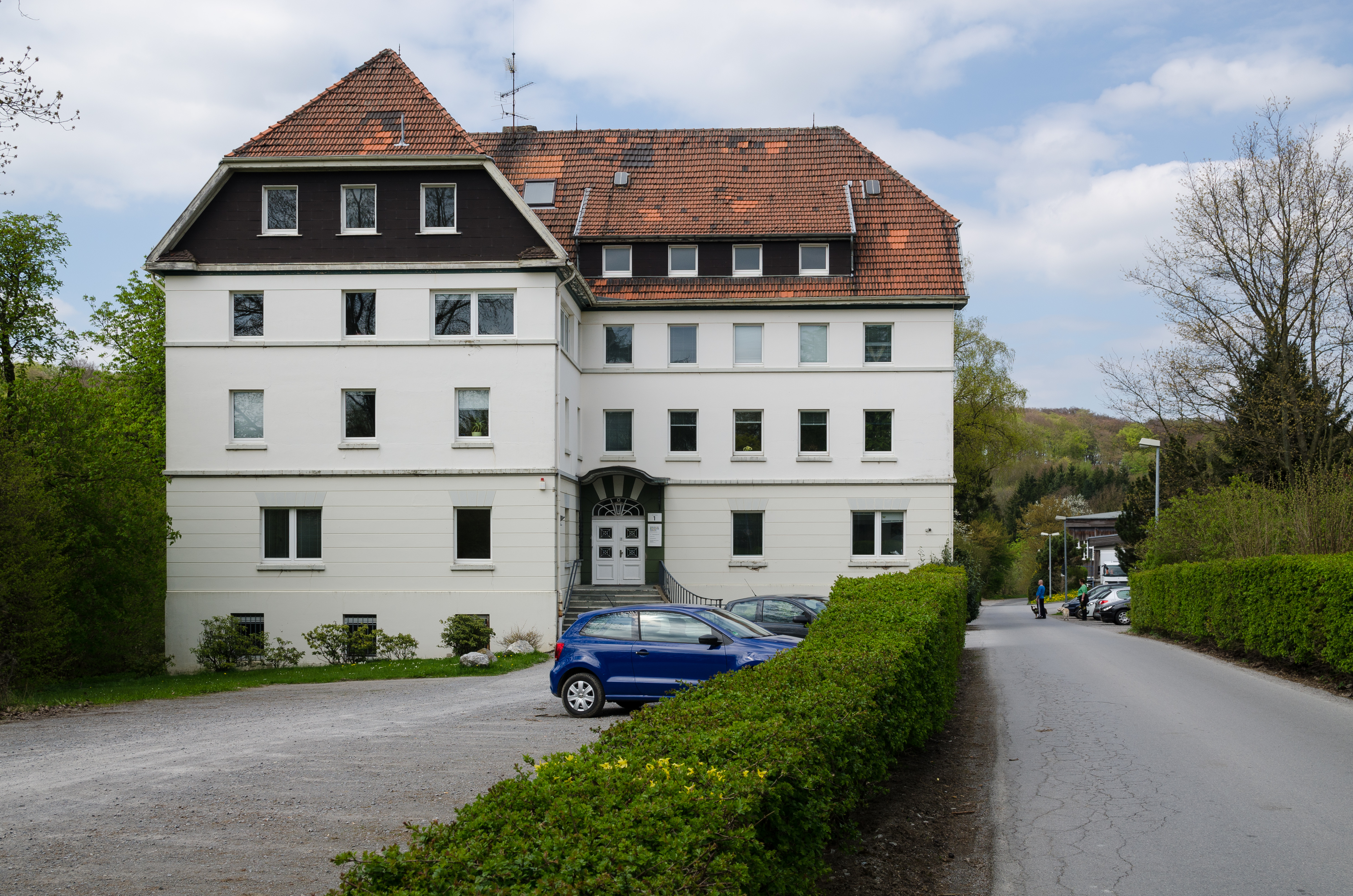
Haupthaus Diakonissenweg 1

Die Bergische Diakonie Aprath (BDA) ist eine diakonische Einrichtung mit Sitz in Wülfrath. Sie ist in der Rechtsform eines altrechtlichen Vereins geführt. Vorsitzender ist Björn Neßler.

## Struktur
Zur BDA gehören verschiedene Einrichtungen der Altenhilfe, Kinder- und Jugendhilfe, Hilfen für Menschen mit psychischen Erkrankungen oder Suchterkrankungen, mehrere Altenheime, eine Förderschule, ein Berufskolleg sowie diverse Dienstleistungsunternehmen zur Bewirtschaftung der Einrichtungen, die größtenteils in Tochtergesellschaften in der Gesellschaftsform einer gGmbH betrieben werden.
Mit knapp 1800 Mitarbeitern ist die BDA der größte Arbeitgeber der Stadt Wülfrath.

## Regionaler Bereich
Der Tätigkeitsbereich erstreckt sich auf das Bergische Land, der Schwerpunkt liegt im Kreis Mettmann und im Städtedreieck Wuppertal, Solingen und Remscheid.
Die Verwaltung befindet sich auf einem großen Areal in Wülfrath-Oberdüssel, wo zahlreiche Alten- und Jugendhilfeeinrichtungen sowie Einrichtungen des sozialtherapeutischen Verbunds untergebracht sind und sich auch die diakonieeigene Kirche befindet.

## Geschichte
Die Geschichte der Diakonie geht zurück auf das 1882 durch den Gefängnispfarrer Carl Heinersdorff (1836–1914) gegründete Zufluchtshaus für Frauen in Elberfeld, das mit Spenden wohlhabender Familien finanziert wurde und schnell großen Zuspruch erhielt. Um 1900 wurde ein Alters- und Frauenheim eingerichtet, später auch ein Heim für Trinkerinnen und Rauschgiftabhängige. Ab 1901 wurde auch die Unterstützung von Kindern Aufgabe der Einrichtung. 1908 wurde das Gut Eigen bei Aprath erworben, das heute den Mittelpunkt der Einrichtung darstellt. 1910 erfolgte dort die Einweihung des ersten Erziehungsheims. Nach und nach wurden dort und in nahegelegenen Orten zahlreiche weitere Einrichtungen angesiedelt. Am 28. September 1917 wurde das Diakonissen-Mutterhaus mit 13 Schwestern und der Oberin gegründet. Die Einrichtung Haus Birke, welche seit dem 4. August 1993 besteht, hilft und versorgt chronisch alkoholkranke Menschen.
Im Jahr 2017 zogen die Fachbereiche Jugend und Familie, Kinder, Bildung, Schule und ambulantes betreutes Wohnen für Menschen mit psychischer Beeinträchtigung und Suchterkrankung sowie die Schuldner- und Insolvenz-Beratung, die Wohnungslosenhilfe und das Betreute Wohnen in das „Velberter Stadthaus“.

## Mitgliedschaft
Die BDA ist als freier Träger Mitglied im Diakonischen Werk der Evangelischen Kirche im Rheinland.